# Cubo di Yoshimoto
Il Cubo di Yoshimoto è un poliedro giocattolo e un puzzle meccanico inventato nel 1971 da Naoki Yoshimoto (吉本直貴?, Yoshimoto Naoki). Yoshimoto presentò il suo cubo nel 1972 alla mostra "From Cube to Space". Successivamente ne sviluppò tre versioni commerciali. Nel 1982, il cubo numero 1 di Yoshimoto venne incluso nella collezione permanente del Museum of Modern Art.
Il cubo è formato da otto cubi interconnessi e che possono essere svolti e composti in vario modo indefinitamente.